# Sportmassage

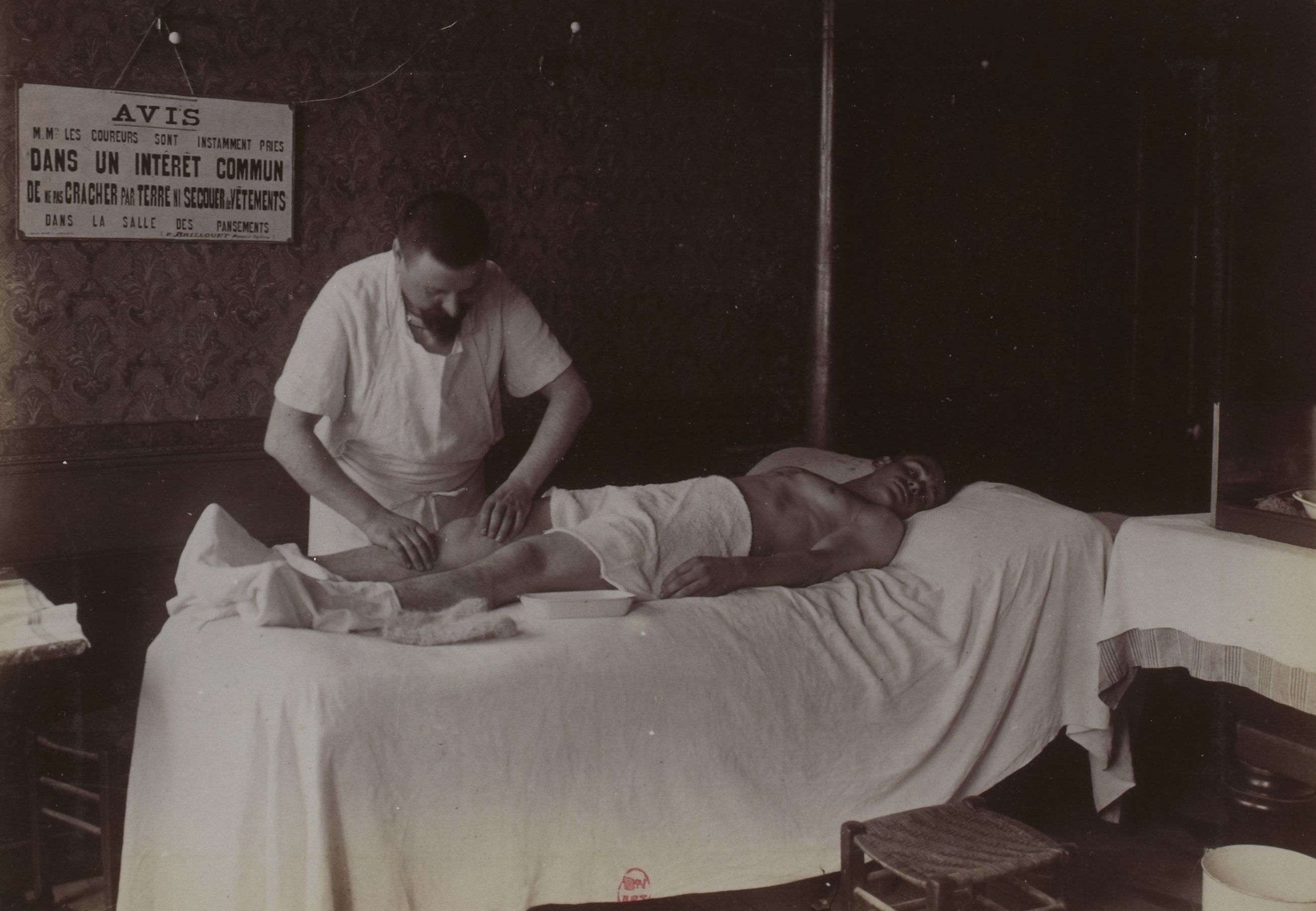
Sportmassage in 1903

De term sportmassage wordt gebruikt als verzamelnaam voor diverse verrichtingen, die sportmasseurs toepassen op sporters om hen een bestendige of betere sportprestatie te laten leveren of om hen te helpen bij het herstel naar volledige sporthervatting na een blessure.

## Verrichtingen

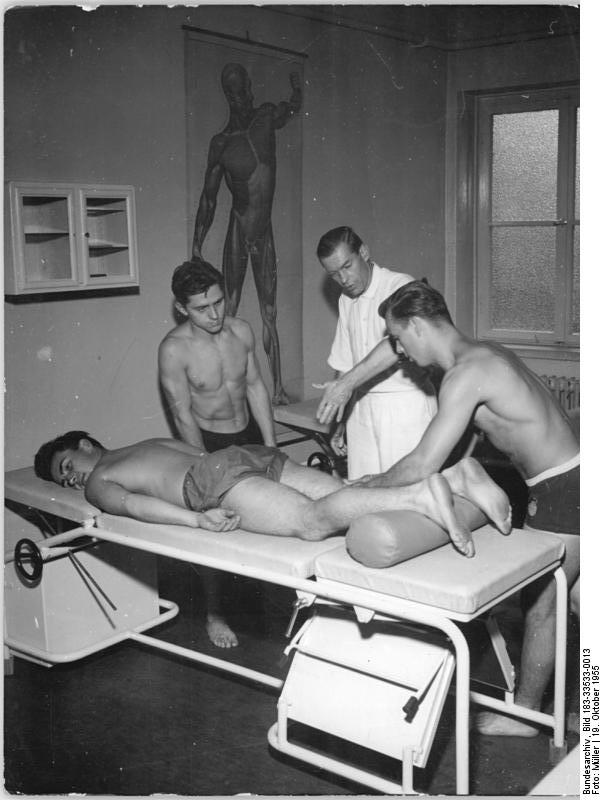
Onderwijs in sportmassage

De verrichtingen, die gediplomeerde sportmasseurs mogen uitvoeren zijn:
- Het geven van eerste hulp bij sportongelukken (EHBSO)
- Het doen van functieonderzoek van spieren en gewrichten bij sporters om vast te stellen of een sporter mogelijk na een sportvrije periode of na een blessure weer volledig aan sportbeoefening kan doen. Hierbij wordt er bij behandeling na een blessure van uitgegaan, dat de sporter na de blessure (en mogelijk na het ontvangen van EHBSO) een arts heeft bezocht, die de diagnose heeft gesteld en uitspraken heeft gedaan over de sporthervatting. De sportmasseur kan op grond van zijn onderzoek de sporter bij restklachten van een blessure adviezen geven met betrekking tot de sporthervatting (zoals trainings-/wedstrijddeelname, voeding/drinken/leefgewoonten, warming-up en cooling-down elementen en/of het gebruik van een tape- en/of bandageconstructie).
- Het geven van tape- en of bandageconstructies aan sporters voorafgaande aan deelname aan een sportevenement. Meestal is de constructie bedoeld ter ondersteuning van restklachten na een blessure. Voorwaarde voor het geven van de constructies door de sportmasseur is, dat de diagnose van de blessure door deskundigen (huisarts, specialist) moet zijn gesteld. Mogelijk daarbij is, dat de sporter op advies van een arts is behandeld door (para)medici (bijvoorbeeld een fysiotherapeut).
- Het geven van massage met de kenmerken van sportmassage.